# 劉範
劉 範（りゅう はん）は、中国後漢末期の人物。益州牧劉焉の長男。本貫は荊州江夏郡竟陵県。

## 生涯
弟の劉誕・劉璋と共に長安の献帝に付き従い、劉範は左中郎将、劉誕は治書御史、劉璋は奉車都尉に任じられた。
独立の意志を覗かせる劉焉に対し、朝廷は劉璋を劉焉の下に帰して懐柔を図ったが、劉焉は劉璋をそのまま益州に留め、帰さなかった。
興平元年（194年）、劉範は侍中の馬宇、諫議大夫の种邵らと謀り、征西将軍の馬騰に長安を襲撃させ、自身らは内から呼応して、当時の朝廷を牛耳る李傕らの誅殺を計画した。しかし馬騰の進軍途中に計画は露見。その軍は樊稠によって撃破される。劉範らは槐里の地まで逃走したが、彼らもまた樊稠の追撃を受け、殺害された。
弟の劉誕もまた、劉範に連座して処刑された。劉焉の孫たちは、劉焉と近しい龐羲によって取りまとめられ、益州に帰還した。

## 三国志演義
羅貫中の小説『三国志演義』でも史実に近い形で登場するが、李傕らの誅殺計画に当たっては献帝の密詔を得ていたことになっている。
またその最期は、馬騰軍が足止めを食っている間に、馬宇の家僮が密告したため内応の計画が露呈し、馬宇や劉範は一族もろとも処刑された。